# کووالیخا
کووالیخا (به لهستانی:  Kowalicha) یک روستا در لهستان است که در گمینا دانبرووکا واقع شده‌است.